# Tigrosa
Tigrosa là một chi nhện trong họ Lycosidae.